# Nicolas Debeaumarché
Nicolas Debeaumarché (Mâcon, 24 febbraio 1998) è un ciclista su strada francese, che corre per il team Cofidis.

## Palmarès

### Strada
- 2016 (Juniores)

1ª tappa Tour des Portes du Pays d'Othe (Prugny > Bercenay-en-Othe)
- 2019 (SCO Dijon-Team Matériel-Velo.com, una vittoria)

4ª tappa Tour du Loir-et-Cher (Angé > Angé)

## Piazzamenti

### Grandi Giri
- Giro d'Italia

2025: 140º

### Classiche monumento
- Milano-Sanremo

2024: 159º
- Giro delle Fiandre

2024: ritirato

### Competizioni mondiali
- Campionati del mondo

Doha 2016 - In linea Junior: 17º